# Niederwil SG
| SG ist das Kürzel für den Kanton St. Gallen in der Schweiz. Es wird verwendet, um Verwechslungen mit anderen Einträgen des Namens Niederwil zu vermeiden. |

Niederwil, auch Niederwil bei Gossau, ist eine Ortschaft in der politischen Gemeinde Oberbüren im Fürstenland im Kanton St. Gallen in der Schweiz. Niederwil liegt zwischen Oberbüren und Gossau unmittelbar neben der Autobahn A1, ohne jedoch eine eigene Ausfahrt zu besitzen.

## Geschichte

Niederwil im Jahr 1971

Gebertschwil wurde 745 als Chiperativilare urkundlich erwähnt. Die Streusiedlungen des Gerichts Niederwil (auch Gebertschwil) im Oberbergeramt waren nach Gossau kirchgenössig und unterstanden den Giel von Glattburg. Hier lagen auch Besitz des Heiliggeistspitals St. Gallen und bis ins 15. Jahrhundert Güter der Freivogtei Oberuzwil. Das Gericht Niederwil erhielt 1466 von Rudolf Giel eine Offnung und wurde 1486 an die Abtei St. Gallen verkauft.
Niederwil verdankt den Beginn der Pfarrei dem Brand, der 1731 in Gossau die Kirche und zahlreiche Häuser zerstörte. Ein fürstäbtliches Dekret ordnete daraufhin den Bau eigener Pfarrkirchen in Niederwil und Andwil an, so dass 1733 der erste Gottesdienst in der Pfarrkirche Niederwil gefeiert werden konnte.
Nach dem Kirchenbau übernahm der Ort den Namen des Gerichts Niederwil.

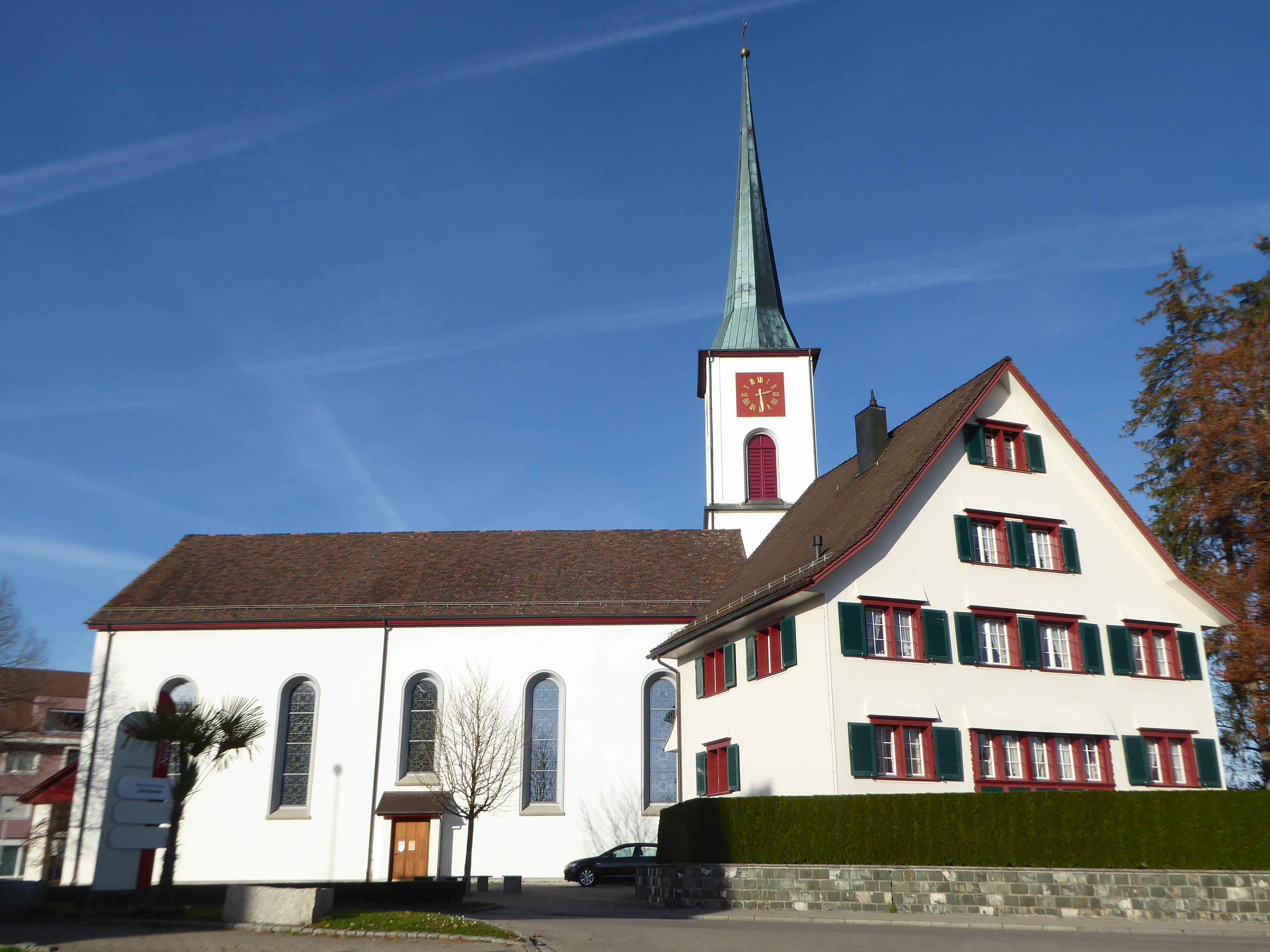
Kirche und Pfarrhaus Niederwil

1873 schlug ein Blitz ins Wirtshaus «Rössli» ein, und die Feuersbrunst griff auf die benachbarte Pfarrkirche über. Zwei Jahre später konnte die neue, im Stil der Neuromanik erbaute Kirche eingeweiht werden.
1732 entstand in Niederwil eine Schule. 1997 gründeten die Schulgemeinden Oberbüren, Niederwil und Niederbüren ein gemeinsames Oberstufenzentrum.
Bis ins 19. Jahrhundert überwog der Ackerbau, ab 1850 erfolgte der Übergang zur Milchwirtschaft. Durch die Teilung der Ackerbaubetriebe entstanden aus den Einzelhöfen Weiler. 1945/46 wurden die Niederwiler Moore entwässert, 1961 bis 1982 die Gesamtmelioration durchgeführt.